# Pinch harmonic
El pinch harmonic, també conegut com a pick harmonic, és una tècnica de guitarra creada per Roy Buchanan el 1962 en l'enregistrament de "Potato Peeler", i que s'aplica generalment a la guitarra elèctrica, encara que també pot aplicar-se a la guitarra criolla o a l'acústica, per bé que el resultat no serà el mateix.
Aquesta tècnica és molt utilitzada per reconeguts guitarristes, com Steve Vai, Zakk Wylde, Eddie Van Halen, Mick Thomson, Slash, Marty Friedman, Joe Satriani, Dimebag Darrell i Martu entre d'altres.

## Tècnica
El pinch harmonic és similar a la tècnica dita harmònic artificial que s'aplica a alguns instruments de corda.
El pinch harmonic es crea quan es prem una corda naturalment a la guitarra, mentre que al mateix temps una petita part del dit frega la corda provocant així que el so es distorsioni tot creant un harmònic (cal que el dit no fregui massa la corda, perquè això apagaria el so).
L'harmònic es crea sostenint el pic de la pua perquè així una part frega lleument la corda immediatament després de prémer-la.